# 200% Вълк
„200% Вълк“ (на английски: 200% Wolf) е австралийска компютърна анимация от 2024 г. на режисьора Алекс Стейдърман по сценарий на Фин Едкуист. Той е продължение на „100% Вълк“ (2020). Филмът излиза по кината в Нова Зеландия на 4 юли 2024 г. и Австралия на 8 август.

## Актьорски състав
- Илай Суинделс – Фреди Лупин
- Самара Уийвинг – Бати
- Дженифър Сондърс – Опозорената Бети
- Питър Маккалъм – Хотспър и Флашхарт
- Джанис Питърсън – Фелисити Хазард
- Алекс Стейдърман – Бруно и Гаргар

## В България
В България филмът излиза по кината на 13 септември 2024 г. в разпространение от „Про Филмс“.